# Who Wants to Be a Millionaire? (Vương quốc Liên hiệp Anh và Bắc Ireland)
Who Wants to Be a Millionaire? là một game show của Anh và là format gốc của tất cả các phiên bản của chúng, bao gồm Millionaire Hot Seat của Úc. Chương trình được sáng lập bởi David Briggs, Mike Whitehill và Steven Knight. Bản quyền của chương trình hiện nay được cấp phép và sở hữu bởi Sony Pictures Television. Về cơ bản, đây là một chương trình trò chơi giải đố có thưởng trên truyền hình. Giải thưởng cao nhất là một tờ séc có trị giá 1.000.000 bảng Anh.
Chương trình được phát sóng trên  mạng truyền hình ITV với Chris Tarrant là dẫn chương trình đầu tiên từ tháng 11/1998 đến ngày 11/02/2014, và Jeremy Clarkson từ 5/5/2018 đến nay.
Chương trình truyền hình này trở thành một trong những chương trình quan trọng nhất trong văn hóa đại chúng Anh, đứng thứ 23 trong danh sách "BFI TV 100". Phiên bản Phát sóng Chính thức tại đây còn được vinh danh tại Lễ trao giải Truyền hình Anh Quốc năm 1999 bằng giải thưởng dành cho chương trình truyền hình xuất sắc nhất, và bốn giải tại Giải thưởng Truyền hình Quốc gia cho chương trình giải đố trên truyền hình ăn khách nhất lần lượt được trao từ năm 2002 đến năm 2005. Thành công của chương trình đã dẫn đến việc nhiều quốc gia khác mua bản quyền, tất cả đều theo cùng một format chung; tuy nhiên sau này nhằm giúp chương trình hấp dẫn hơn, một số quốc gia (Đức, Mỹ,... kể cả chính Anh) đã thay đổi một phần luật chơi.

## Lịch sử

### Sáng lập chương trình

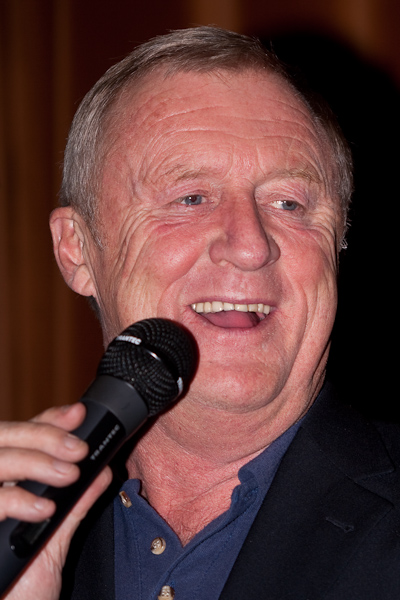
Chris Tarrant, người dẫn chương trình từ 1998-2014

"Who Wants to Be a Millionaire?" được sáng lập bởi bộ ba David Briggs, Mike Whitehill và Steven Knight. Ba người này vốn nổi tiếng khi lên ý tưởng cho một trò chơi trong khuôn khổ chương trình Morning Show của Chris Tarrant trên sóng phát thanh của Đài Capital FM là bong game. Bộ ba ban đầu đặt tên cho chương trình này là Cash Mountain (Núi tiền) trước khi lấy tên gọi như bây giờ. Tên của chương trình được lấy cảm hứng từ ca khúc cùng tên được viết bởi Cole Porter trong một bộ phim điện ảnh được công chiếu vào năm 1956 là High Society (Tầng lớp thượng lưu). Ca khúc được thu âm bởi Frank Sinatra và Celeste Holm.
Phiên bản đầu tiên của chương trình trên thế giới, dẫn chương trình bởi Chris Tarrant, phát sóng lần đầu trên kênh truyền hình ITV vào ngày 04/09/1998. Vào thời điểm có nhiều người xem nhất, một chương trình phát sóng thu hút 19 triệu người xem. Ban đầu, các thí sinh tham gia chương trình đều thuộc đủ tất cả các tầng lớp, nghề nghiệp trong xã hội. Sau này, từ năm 2011, Ban Tổ chức chỉ sản xuất và phát sóng chương trình vào những dịp đặc biệt. Trong những chương trình phát sóng này chỉ có sự tham gia của những người nổi tiếng (ngoại trừ một số tập dành cho đối tượng người chơi không phải người nổi tiếng với tên gọi The People Play trong các năm 2012-2013).

### Ý kiến trái chiều ban đầu
Kể từ khi phiên bản đầu tiên của chương trình được lên sóng, một số cá nhân đã lên tiếng rằng Celador – đơn vị đầu tiên giữ bản quyền của chương trình, đã sao chép bất hợp pháp, vi phạm bản quyền của họ đối với chương trình này. Theo nhật báo Daily Mail của Anh, Mike Bull, một nhà báo nghiệp dư đến từ vùng Southampton, đã kiện Celador lên Tòa án Tối cao Vương quốc Anh và Bắc Ireland vào tháng 03/2002. Celador bị kiện do bị nghi vi phạm bản quyền các quyền trợ giúp tiêu chuẩn trong luật chơi của chương trình, nhưng Celador đã giải quyết ổn thỏa vụ việc này bằng một thỏa thuận bí mật với Mike sau đó. Vào năm 2003, một cư dân sống tại Sydney tên John J. Leonard lên tiếng rằng người này đang sở hữu bản thảo của một chương trình trò chơi truyền hình có thể thức chơi giống hệt như chương trình của Celador, chỉ khác là không có đề cập đến các quyền trợ giúp tiêu chuẩn trong luật chơi. Năm 2004, một người tên Alan Melville kiện đài ITV do nghi ngờ câu mở đầu "Who Wants to Be a Millionaire?" ăn cắp từ 1 bản thảo về 1 chương trình của người này mang tên Millionaires' Row. Người này đã đem những tài liệu liên quan như bằng chứng đến đài Granada Television, một đài liên kết với ITV và tồn tại đến năm 2014. ITV phủ nhận mọi cáo buộc liên quan, và sau đó các bên đã tự giải quyết vụ việc bằng những thỏa thuận liên quan.
Đáng chú ý nhất, vào năm 2002, một người tên John Bachini đã lên tiếng cáo buộc và đòi bồi thường thiệt hại đối với Celador, ITV, và 5 người được xác nhận là liên quan đến ý tưởng sáng lập và sở hữu bản quyền của chương trình. Bachini tuyên bố rằng họ đã đạo ý tưởng trong bản thảo của một chương trình trò chơi truyền hình mang tên Millionaire ("Triệu phú"), và của một chương trình trò chơi truyền hình nữa mang tên là BT Lottery, tất cả đều do Bachini chấp bút sáng tác. Bachini đã cung cấp các tài liệu liên quan như bằng chứng đến Paul Smith, làm việc trong một công ty chị em với Celador, vào tháng 3/1995 và một lần nữa vào tháng 1/1996. Cũng trong tháng 1/1996, các tài liệu như vậy được gửi đến cho Claudia Rosencrantz, làm việc cho Đài ITV. Bachini cáo buộc rằng 90% chi tiết trong bản thảo trò "Triệu phú" của người này đã bị đạo nhái ý tưởng. Trong bản thảo này có nhiều chi tiết khá giống với bản quyền của Celador như:
- Người chơi được cấp 3 quyền trợ giúp (trong phiên bản đầu tiên, NCC trong "Who Wants to Be a Millionaire?" cũng được cấp ba quyền trợ giúp tiêu chuẩn).
- Người chơi được yêu cầu trả lời 20 câu hỏi trắc nghiệm (luật chơi của "Who Wants to Be a Millionaire?" yêu cầu NCC giải quyết 15 câu hỏi).
- Thang tiền thưởng bao gồm 2 "mốc Thiên Đàng" có giá trị tiền thưởng lần lượt là £1,000 và £32,000 (trong phiên bản Anh và Bắc Ireland, cũng là phiên bản bị cáo buộc, thang tiền thưởng bao gồm 2 "mốc quan trọng" và 1 "mốc TRIỆU PHÚ" có giá trị tiền thưởng lần lượt là £1,000; £32,000 và £1,000,000)
- Câu hỏi dầu tiên có giá trị tiền thưởng sau khi trả lời đúng là £100 (trong phiên bản Anh và Bắc Ireland, câu hỏi đầu tiên cũng có mệnh giá £100)

Tuy vậy, 3 quyền trợ giúp trong bản thảo của Bachini mang ba cái tên hoàn toàn khác nhau, và người này thừa nhận không sáng chế ra quyền "Gọi điện thoại cho người thân". Celador phủ nhận mọi cáo buộc. Công ty này tuyên bố đang giữ bản thảo dài 5 trang của chương trình này với tên bìa là "Cash Mountain", cũng chính là cái tên ban đầu mà bộ ba David – Mike – Steven dự định đặt cho chương trình. Chữ viết trong bản thảo là của một người trong bộ ba là David hoặc vợ của David là Jo Sandilands và được viết vào tháng 10/1995. Mặc dù vậy, Bachini vẫn khăng khăng giữ nguyên định kiến, khiến cả hai bên phải đem sự việc này lên Tòa án. Tuy nhiên, tình hình sức khỏe của Bachini khiến người này không có khả năng tham dự các phiên điều trần trước tòa. Vì vậy, Celador đã thuyết phục thành công Bachini giải quyết ổn thỏa việc này bằng những thỏa thuận riêng tư.

### Chuyển nhượng bản quyền
Vào tháng 03/2006, nhà sản xuất (NSX) đầu tiên của chương trình là Celador tuyên bố rằng họ đang rao bán bản quyền quốc tế của chương trình này, cùng với bản quyền phiên bản phát sóng chính thức của chương trình này tại Anh. Đây là bước đầu trong việc bán tháo tất cả các bản quyền chương trình truyền hình của NSX này. Vào ngày 01/12/2006, bản quyền quốc tế của "Who Wants to Be a Millionaire?" cùng với tất cả bản quyền chương trình truyền hình khác của Celador được bán lại cho công ty chuyên sản xuất các chương trình truyền hình 2waytraffic của Hà Lan. Hai năm sau, Sony Pictures Entertainment của Mỹ mua lại 2waytraffic với giá 137,5 triệu bảng Anh. Bản quyền của chương trình hiện tại đang được sở hữu và cấp phép bởi Sony Pictures Television.

### Kết thúc và sự tái sinh

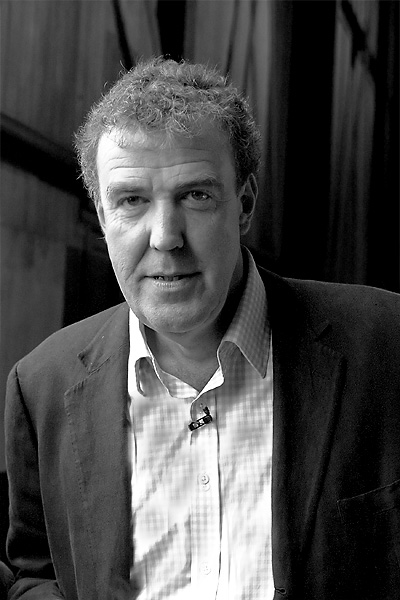
Jeremy Clarkson, người dẫn chương trình từ 2018-nay

Vào ngày 22/10/2013, Chris Tarrant tuyên bố rời khỏi vị trí người dẫn chương trình sau 15 năm gắn bó. Đài ITV sau đó tuyên bố cũng sẽ hủy sản xuất chương trình sau khi Chris kết thúc hợp đồng với Đài và sẽ không có một số đặc biệt khác được quay ngoài số phát sóng đã quay từ trước. Tập phát sóng cuối cùng của chương trình mà Chris làm dẫn chương trình là 1 chương trình phát sóng đặc biệt, phát sóng vào ngày 4/2/2014. Và tập phát sóng cuối cùng của toàn bộ chương trình, một tập phát sóng tổng hợp những khoảnh khắc được xem là dấu ấn của chương trình suốt 15 năm mang tên "Chris' Final Answer" (Câu Trả Lời Cuối Cùng của Chris), đã phát sóng vào ngày 11/02/2014. Trong năm 2018, để kỷ niệm 20 năm ra mắt chương trình, chương trình đã trở lại với forrmat mới và người dẫn chương trình mới là Jeremy Clarkson thay thế Chris Tarrant. Tập đầu tiên được phát sóng ngày 6 tháng 5 năm 2018 và kết thúc vào ngày 12 tháng 5 năm 2018. Do sự trở lại của chương trình thành công và nhiều phản hồi tích cực người xem dẫn đến việc ITV và bên ghi hình tiếp tục sản xuất các mùa mới của chương trình với sự trở lại của người dẫn chương trình mới Jeremy Clarkson từ 2019 đến nay.

## Luật chơi

### Tìm người chơi lên ghế nóng

#### Bấm bàn phím nhanh (1998 - 2010, 2018 - nay)
Trong mỗi lượt chơi, các ứng viên (10 cho giai đoạn 1998 - 2010, 6 cho giai đoạn 2018 - nay) sẽ tham gia trả lời nhanh cho một câu hỏi để chọn người lên ghế nóng để chơi chính. Mỗi ứng viên ngồi trước một máy tính, ở đó có hiển thị câu hỏi và các phím bấm A, B, C, D để phục vụ cho việc trả lời câu hỏi. sau khi nghe xong câu hỏi và đáp án, các ứng viên sẽ bấm phím ứng với đáp án đúng trong thời gian nhanh nhất (mùa đầu tiên) và bấm các phím theo thứ tự phù hợp trong thời gian nhanh nhất (từ mùa 2 trở đi). Sau khi hết thời gian, máy tính cùng với người dẫn chương trình sẽ kiểm tra kết quả và ứng viên đưa ra câu trả lời đúng và nhanh nhất (tính đến hàng phần trăm giây) sẽ được lên ghế nóng giữa sân khấu đối diện với người dẫn chương trình.
Trong trường hợp có nhiều hơn 1 ứng viên trả lời đúng và nhanh nhất, một câu hỏi khác sẽ được đưa ra chỉ cho những ứng viên này. Trường hợp tương tự cũng xảy ra nếu không có ai trả lời đúng, nhưng dành cho tất cả các ứng viên. Ai trả lời đúng và nhanh nhất trong câu hỏi đó sẽ được lên ghế nóng 
Nếu có ứng viên bị mù, các phím của (những) ứng viên này sẽ được thay thế bằng các phím có chữ nổi. Ngoài ra, tất cả các màn hình máy tính đều sẽ bị tắt để đảm bảo công bằng cho tất cả các ứng viên. Dẫn chương trình lúc này sẽ đọc to câu hỏi và 4 đáp án, sau đó khi thời gian bắt đầu thì dẫn chương trình sẽ đọc lại câu hỏi và 4 đáp án thêm một lần nữa (tuy nhiên người xem chương trình tại nhà vẫn có thể nhìn thấy câu hỏi như bình thường).

#### Xếp hàng (2010 - 2014)
Sau khi chương trình áp dụng định dạng đồng hồ cho mùa phát sóng vào tháng 8/2010, chương trình đã loại bỏ cuộc thi Bấm bàn phím nhanh . Những người chơi dựa theo bản đăng ký được xếp thứ tự chơi sau khi vượt qua cuộc thi thử giọng trên toàn quốc. Khi chương trình bắt đầu, người dẫn chương trình sẽ gọi người chơi đầu tiên lên ghế nóng, sau khi người trước đã hoàn thành phần chơi của mình, người dẫn chương trình sẽ gọi người tiếp theo lên ghế nóng và cứ như vậy cho đến khi hết thời lượng chương trình.

### Phần chơi chính

#### Luật chung
Người chơi sẽ tham gia trả lời các câu hỏi từ dễ đến khó do chương trình đưa ra và người chơi có thể suy nghĩ bao lâu tùy thích. Mỗi câu hỏi có 4 đáp án A, B, C và D, nhưng chỉ có 1 đáp án đúng. Khi người chơi đã tìm ra được câu trả lời đúng và chốt câu trả lời cuối cùng, họ sẽ nói rõ câu trả lời cuối cùng của mình và quyết định rút ra rồi thì sẽ không rút lại được. Nếu người chơi trả lời đúng, người đó sẽ có được số tiền thưởng tại câu hỏi đó và đến với câu hỏi tiếp theo; nếu trả lời sai, cuộc chơi kết thúc và người chơi sẽ ra về với số tiền tại mốc quan trọng cao nhất người chơi vượt qua được (nếu chưa vượt qua được mốc quan trọng nào thì người chơi không có tiền thưởng). Người chơi được quyền dừng cuộc chơi bất kỳ lúc nào và ra về với số tiền thưởng ở câu hỏi đã trả lời đúng trước đó và được chọn một câu trả lời mà mình cho là đúng. Nếu người chơi trả lời đúng hết 15 câu hỏi, thì người chơi sẽ chính thức trở thành TRIỆU PHÚ và nhận phần thưởng cao nhất ở câu hỏi số 15.

Từ mốc quan trọng số hai trở đi, khi người chơi trả lời đúng mỗi một câu hỏi thì người dẫn chương trình sẽ có trách nhiệm ký một tấm séc với mệnh giá giải thưởng tương đương với câu hỏi mà người chơi đó vượt qua (điều này xảy ra với thời kỳ MC Chris Tarrant dẫn chương trình). Từ năm 2018 trở đi, với thời kỳ của MC Jeremy Clarkson, thì người chơi không cần mang tấm séc về nhà, mà thay vào đó, người chơi sẽ được chuyển số tiền thưởng vào tài khoản ngân hàng, thông qua nút Chuột từ MC.
Sau khi người chơi ngồi ghế nóng kết thúc lượt chơi của mình, nếu thời gian vẫn còn, chương trình tiếp tục tìm người chơi lên ghế nóng như trên. Nếu người chơi chính chưa hoàn thành xong mà thời lượng đã hết, người chơi chính sẽ tiếp tục cuộc chơi của mình trong chương trình tiếp theo. Trong một số tập được truyền hình trực tiếp, nếu thông báo hết thời lượng chương trình được đưa ra khi còn câu hỏi chưa trả lời xong, chương trình sẽ tiếp tục cho đến khi câu hỏi kết thúc và trường hợp khác khi chuẩn bị bước sang câu hỏi tiếp theo, mà có tiếng còi báo hiệu hết thời lượng phát sóng thì phần chơi của người đó sẽ chính thức kết thúc.

#### Luật bổ sung

##### Giới hạn thời gian (2010 - 2014)
Ở hai câu hỏi đầu, người chơi có 15 giây để đưa ra câu trả lời cho mỗi câu. Ở các câu hỏi từ 3 đến 7, người chơi có 30 giây để đưa ra câu trả lời cho mỗi câu. Không có giới hạn thời gian cho các câu hỏi cuối cùng từ 8 đến 12.

##### Mốc quan trọng tự chọn (2018 - nay)
Sau khi vượt qua mốc quan trọng đầu tiên, trước mỗi câu hỏi sau đó, dẫn chương trình sẽ hỏi người chơi có muốn đặt mốc quan trọng thứ 2 ở câu hỏi này không. Nếu chọn có, mốc quan trọng này sẽ không thể thay đổi trong suốt phần còn lại của cuộc chơi.

#### Các quyền trợ giúp
Người chơi có thể có 3 hoặc 4 quyền trợ giúp, mỗi quyền chỉ được dùng 1 lần trong suốt cuộc chơi. Tuy nhiên người chơi được phép dùng nhiều trợ giúp trong cùng một câu hỏi.
- 50:50: Máy tính sẽ loại bỏ 2 phương án sai.
- Gọi điện thoại cho người thân: Người chơi liên lạc tới một trong số các số điện thoại đã đăng kí với chương trình từ trước lúc bắt đầu, và hỏi ý kiến của người ở đầu dây bên kia trong khoảng thời gian quy định là 30 giây. Từ ngày 7/9/2020 đến 28/11/2021, do ảnh hưởng của đại dịch Covid-19 tại Anh nên các tập của chương trình sẽ được ghi hình trong trường quay không có khán giả, điều đó đồng nghĩa với việc người chơi sẽ được sử dụng quyền trợ giúp này hai lần.[10]
- Hỏi ý kiến khán giả trong trường quay: Mỗi khán giả trong trường quay đều được gắn máy khảo sát để đưa ra phương án mình chọn. Khi chọn quyền trợ giúp này, người chơi sẽ nhận được kết quả trợ giúp dưới dạng biểu đồ phần trăm số khán giả lựa chọn từng phương án. Từ ngày 7/9/2020 đến 28/11/2021, sự trợ giúp tạm thời loại bỏ do ảnh hưởng của đại dịch COVID-19 tại Anh và được thay thế bởi sự trợ giúp Gọi điện thoại cho người thân (lần 2). Trợ giúp này được đưa vào trở lại từ 10/06/2022 và được sử dụng cho đến nay.
- Hỏi người dẫn chương trình (05/05/2018 - nay): Dẫn chương trình sẽ đưa ra ý kiến riêng của mình về câu hỏi và (có thể) tư vấn cho người chơi đáp án mà người đó chọn.[11]

- Đổi câu hỏi (2002-2003, trong một số tập đặc biệt; 2010-2014): Máy tính sẽ công bố đáp án câu hỏi hiện tại và thay thế bằng một câu hỏi mới. Trong các tập đặc biệt từ 2002-2003, người chơi phải đổi một quyền trợ giúp chưa sử dụng để dùng trợ giúp này. Trong thời gian từ 2010-2014, người chơi không phải đổi trợ giúp chưa được sử dụng như trước, tuy nhiên trợ giúp này chỉ khả dụng sau khi người chơi vượt qua mốc quan trọng thứ 2.

#### Thang tiền thưởng
- Mốc quan trọng
- Mốc "triệu phú"
- Mốc quan trọng tùy chỉnh từ 2018

| Câu hỏi | Giá trị tiền thưởng     | Giá trị tiền thưởng     | Giá trị tiền thưởng |
| Câu hỏi | 04/09/1998 - 28/07/2007 | 18/08/2007 - 11/02/2014 | 05/05/2018 - nay    |
| ------- | ----------------------- | ----------------------- | ------------------- |
| 15      | £ 1,000,000             | —                       | £ 1,000,000         |
| 14      | £ 500,000               | —                       | £ 500,000           |
| 13      | £ 250,000               | —                       | £ 250,000           |
| 12      | £ 125,000               | £ 1,000,000             | £ 125,000           |
| 11      | £ 64,000                | £ 500,000               | £ 64,000            |
| 10      | £ 32,000                | £ 250,000               | £ 32,000            |
| 9       | £ 16,000                | £ 150,000               | £ 16,000            |
| 8       | £ 8,000                 | £ 75,000                | £ 8,000             |
| 7       | £ 4,000                 | £ 50,000                | £ 4,000             |
| 6       | £ 2,000                 | £ 20,000                | £ 2,000             |
| 5       | £ 1,000                 | £ 10,000                | £ 1,000             |
| 4       | £ 500                   | £ 5,000                 | £ 500               |
| 3       | £ 300                   | £ 2,000                 | £ 300               |
| 2       | £ 200                   | £ 1,000                 | £ 200               |
| 1       | £ 100                   | £ 500                   | £ 100               |

## Những người chơi đạt mức thưởng cao nhất
Tuy Who Wants to Be a Millionaire? có luật chơi đơn giản nhưng cho đến nay, đã có sáu người ngồi ghế nóng trở thành "Triệu phú", giành được tấm séc với trị giá giải thưởng đặc biệt ở câu hỏi số 15 của chương trình, đó là:
1. Judith Keppel - 20 tháng 11 năm 2000
2. David Edwards - 21 tháng 4 năm 2001
3. Robert Brydges - 29 tháng 9 năm 2001
4. Pat Gibson - 24 tháng 4 năm 2004
5. Ingram Wilcox - 23 tháng 9 năm 2006
6. Donald Fear - 11 tháng 9 năm 2020[12]